# Ereca itombwensis
Ereca itombwensis is een hooiwagen uit de familie Assamiidae.